# 高鐵酸鹽
高铁酸盐的高铁酸根是无机阴离子，化学式[FeO₄]²⁻。它对光敏感，其化合物和溶液呈淡紫色，为已知对水稳定的極强氧化剂。尽管归为弱碱，高铁酸盐浓溶液仍有腐蚀性，且会烧伤皮肤，只能在強鹼环境稳定存在。

## 命名法
ferrate通常指代高铁酸根，但也可以指其它含铁阴离子，當中许多比[FeO₄]²⁻盐常见。这包括有强还原性的四羰基铁酸二钠Na₂[Fe(CO)₄]和三价铁络合物四氯铁酸根[FeCl₄]⁻。铁的含氧阴离子铁(V)酸根[FeO₄]³⁻和铁(IV)酸根[FeO₄]⁴⁻也同样存在，但其研究较少。这些也称为高铁酸根。

## 合成
高铁酸盐可在碱性条件用强氧化剂在水溶液中氧化铁，或加热固态的铁屑和粉状硝酸钾的混合物而形成。
如在碱性溶液加热氢氧化铁与次氯酸钠制备高铁酸盐：
2Fe(OH)₃＋3OCl⁻＋4OH⁻　→　2[FeO₄]²⁻＋5H₂O＋3Cl⁻
通常让阴离子以钡盐形式沉淀出来，形成高铁酸钡。

## 性质
高铁酸根离子不稳定，在中性或酸性环境会分解为三价铁：
[FeO₄]²⁻＋3e⁻＋8H⁺　⇌　Fe³⁺＋4H₂O
还原过程中间体中铁的氧化态有+5和+4。这些阴离子甚至比高铁酸根活泼。高铁酸根在碱性条件更稳定，酸值为8或9时能存在8至9小时。
稀高铁酸盐水溶液为粉红色，浓时为深红或紫色。与高锰酸盐相比，高铁酸盐是更强的氧化剂，可将三价铬氧化成重铬酸盐，或将氨氧化成氮分子。
高铁酸盐是优秀的消毒剂，能移除并杀死病毒。
高铁酸根离子有两個不成对电子，有顺磁性。其为四面体形分子构型。